# Rhinolophus arcuatus
Rhinolophus arcuatus е вид прилеп от семейство Подковоносови (Rhinolophidae). Видът не е застрашен от изчезване.

## Разпространение и местообитание
Разпространен е в Индонезия (Малки Зондски острови, Малуку, Папуа, Сулавеси и Суматра), Малайзия (Саравак), Папуа Нова Гвинея и Филипини.
Обитава гористи местности и пещери.

## Описание
Теглото им е около 9 g.
Популацията на вида е стабилна.